# Жирні спирти

Представник жирних спиртів — олеїловий спирт

Жирні спирти (інколи, довголанцюгові спирти) — це тип ліпідів, високомолекулярних спиртів, що містять 1-3 гідроксильні групи (спирти, що містять більше трьох гідроксильних груп вважаються спорідненими з вуглеводами, добре розчиняються у воді і тому не входять до категорії ліпідів).
Яскравим прикладом жирних спиртів є цетиловий спирт C16H33OH, заради якого раніше активно полювали на кашалотів, і мирициловий спирт С31Н63ОН, який у зв'язаному вигляді є у бджолиному воску. До них також відноситься широко відомий холестерин.

## Агрегатний стан
Жирні спирти зазвичай є твердими речовинами.
|           | C16Н33ОН | C18Н37ОН | C31Н63ОН |
| --------- | -------- | -------- | -------- |
| t пл, °C  | 54-55    | 60-62    | 85-85,5  |
| t кіп, °C | 270      | 272      | 299      |

## Застосування
Жирні спирти є аліфатичними спиртами (спирти жирного ряду), які зазвичай складаються з ланцюжка з 8-22 атомів вуглецю, хоча вони можуть містити і 36 або більше атомів вуглецю. Жирні спирти мають ряд атомів вуглецю та одну пов'язану з атомом вуглецю спиртову групу (-ОН). Вони також можуть бути ненасиченими та розгалуженими. Жирні спирти широко використовуються у хімічній промисловості.
Жирні спирти застосовуються для виготовлення мила, пластифікаторів та розчинників, а також широко використовуються у косметологічній ніші. Жирні спирти доречні як у засобах для шкіри, так і в засобах для волосся. Вони загущують креми, але водночас не жирнять ні шкіру, ні волосся. Жирні спирти є загусниками і со-емульгаторами, оскільки вони допомагають змішувати водну і жирну фазу, створюючи приємну консистенцію косметичних емульсій. Також жирні спирти виступають пом'якшувальними агентами, енхансерами та емолентами (дають змогу активам краще проникати в шкіру, покращують сенсорні характеристики та поглинання крему).
Найчастіше у косметиці використовуються таки жирні спирти:
- Бегеніловий спирт[en](Behenyl Alcohol)
- Каприловий спирт (Caprylic Alcohol)
- Цетеариловий спирт[en]
- Цетиловий спирт[en]
- Децильний спирт[en]
- Лауриловий спирт[en](Lauryl Alcohol)
- Міристиловий спирт[en](Myristyl Alcohol)
- Стеариловий спирт[en]
- Ізуостеариловий спирт(Isostearyl Alcohol)
- Олеїловий спирт[en]

## Біологічна функція
У живій клітині синтезуються способом, схожим на синтез жирних кислот(СН3СО-S-КоА диспропорціює і перетворюється на HS-КоА і СН3-СО-СН2-СО-S-КоА, що піддається гідролізу та відновленню групи СО. Виділяється масляна кислота, та все починається спочатку. В результаті виходить жирна кислота, що перетворюється на спирт при відновленні кетонів. Використовуються для синтезу жирів в клітинних мембранах, а також містяться в хлоропластах.

## Хімічні властивості
Кислотні властивості майже не виражені через велику довжину радикала. Жирні спирти можуть частково окислюватися до альдегідів, кислот, повністю — до вуглекислого газу та води. Вони утворюють солі з лужними металами та ефіри з кислотами.